# Cantone di Le Merlerault
Il Cantone di Le Merlerault era una divisione amministrativa dell'arrondissement di Argentan.
È stato soppresso a seguito della riforma complessiva dei cantoni del 2014, che è entrata in vigore con le elezioni dipartimentali del 2015.
Comprendeva i comuni di:
- Les Authieux-du-Puits
- Champ-Haut
- Échauffour
- La Genevraie
- Lignères
- Ménil-Froger
- Le Ménil-Vicomte
- Le Merlerault
- Nonant-le-Pin
- Planches
- Sainte-Gauburge-Sainte-Colombe
- Saint-Germain-de-Clairefeuille